# Бёрч, Боб
Роберт Уэйн Бёрч, также известен как Боб Бёрч (англ. Bob Birch; 14 июля 1956, Детройт — 15 августа 2012, Лос-Анджелес) — американский музыкант, бас-гитарист, выступавший вместе с Элтоном Джоном. Также некоторое время сотрудничал с коллективом «Warpipes», выступая на их концертах в качестве бас-гитариста.

## Биография

### Молодость и ранние проекты
Роберт Уэйн Бёрч родился 14 июля 1956 года в Детройте, Мичиган, США. Его отец, Чед Бёрч, был музыкантом и виртуозным бас-гитаристом, который вдохновил своего сына на музыкальную деятельность. Бёрч начал играть на саксофоне в возрасте 12 лет, подражая Полу Дезмонду и Кэннонболу Эддерли. Некоторое время спустя о стал членом школьного ансамбля, который однажды занял первое место в городском конкурсе. Примерно в возрасте 14 лет Бёрч впервые попробовал взять в руки бас-гитару. 
Играя, он подражал таким группам как «Chicago» и «Blood, Sweat & Tears». Постепенно техника улучшилась. И через несколько лет Бёрч начал играть классические произведения. Бёрч также начал играть на фаготе. C 16 по 18 лет Бёрч отыграл со множеством групп, переходя то на фагот, то на бас-гитару, то на саксофон. В 18 лет Боб Бёрч победил в джазовом конкурсе на приз Луи Армстронга. После школы Бёрч поступил в Университет Уэйна в Детройте. Он шесть дней в неделю играл после занятий в барах и пабах на саксофоне. 
После окончания университета Бёрч присоединился к лучшей андеграунд-группе Детройта. Выступая с этой группой Боб Бёрч познакомился с множеством коллективов и музыкантов Детройта, например, The Doobie Brothers, Джон Бенсон и Барри Манилоу. После общения с ними, Бёрч окончательно решил перебраться в Лос-Анджелес и попробовать себя на профессиональной сцене.

### Начало профессиональной карьеры
В 1981 году 25-летний Боб Бёрч приехал в Лос-Анджелес. Первым, с кем начал сотрудничество Роберт Бирч, стал саксофонист Майкл Пуло, который отыграл с Бёрчем концерт, после чего познакомил его с джазовым музыкантом из Японии Акио Кацуамой. Тому нужен был бас-гитарист в группу, и Боб согласился занять эту вакансию. Он отыграл несколько концертов с Кацуамой, после чего для получения любой возможности стал соглашаться на любые должности в любых группах. Бёрч играл и получал небольшие гонорары за свои концерты. 
Так было ещё четыре года, пока в 1985 году 29-летний Роберт Уэйн Бёрч не был порекомендован своим другом — барабанщиком Джимми Хантером в группу «Fortune». Бёрч подписал с ними контракт и стал постоянным участником коллектива. С группой он записал сингл «Стейси», который попал в список 100 самых прослушиваемых песен США. В течение следующих шести недель, он записал ещё три песни с группой, затем признал, что ему нужны новые возможности для продвижения по сцене. Тем не менее, он продолжал выступать почти каждый вечер на Лос-Анджелесской сцене. 
Присоединение ко всем группам дало возможность познакомиться с лучшими музыкантами Калифорнии. В конце 1985 года Бёрч познакомился с Гаем Бабилоном, с которым записал множество песен. В 1988 году 32-летний Бёрч по совету Бабилона присоединился к группе Марка Аштонса с участием знаменитого барабанщика — Зака Старки. Он записал с группой дебютный альбом, однако тот не получил сильного коммерческого успеха. В это же время Гай Бабилон присоединился в качестве клавишника к команде Элтона Джона и пригласил туда же Бёрча в качестве бас-гитариста. Боб принял его предложение.

### Работа с Элтоном Джоном
Бёрч начал отыгрывать концерты с Элтоном Джоном, а также присоединился к группе Хосе Фелисиано. Бёрч был очень рад, так, как был большим поклонником Фелисиано. Однако после 4-летнего турне с ним мнение Бёрча о Хосе изменилось, в нескольких интервью он заявлял, что был готов повеситься после нескольких концертов с Фелисиано. В 1989 году 33-летний Бёрч вернулся в Лос-Анджелес в перерыве между турне с Фелисиано. Он принялся за усердную работу с несколькими членами команды Элтона Джона. Вместе с ними он организовал группу «Warpipes». 
В начале 1990 года они выпустили альбом, но вскоре проект распался. 14 февраля 1992 года в Париже состоялся концерт Элтона Джона. Перед этим несколько басистов отказались с ним сотрудничать из-за своих личных проблем, и Элтон пригласил на бас-гитару Бирча, тот был очень удивлен и счастлив в своем интервью он заявил, что не мог и мечтать о большем концерте. После выступления, музыкант вернулся в Лос-Анджелес. В 1993 году Бёрч познакомился с гитаристом-виртуозом Марком Болинной, и тот предложил ему присоединиться к своей группе «The Dragonchoir». В перерыве между гастролями с Элтоном Джоном Бёрч записал с The Dragonchoir несколько песен, а также провёл несколько концертов. Позже, он помогал в записи альбома такому музыканту, как Ронни Монтроуз. 
Бёрч отыграл несколько концертов с Билли Джоэлом. Также он играл с саксофонистом Марком Риверой, который стал хорошим другом Бёрча. Роберт Бёрч был участником фестиваля «Rock 'n Roll Fantasy Camp», на котором отыграл с такими известными музыкантами, как Лесли Уэст, Рик Дирринджер, Нилс Гофгрен, Майк Лав, и Лу Грамм. В 1999 году Боб Бёрч был участником Джазового фестиваля в Монтрё, на котором играл вместе с Рикком Лазмаром и Эдгаром Винтером.
В начале 2000-х Роберт Бёрч участвовал в создании студийников к таким фильмам, как Дублёры и Царь скорпионов. А также периодический выступал на концертах с Элтоном Джоном вплоть до своей смерти.

## Смерть
15 августа 2012 года 56-летний Роберт Уэйн Бёрч застрелился из ружья во дворе своего дома, в городе Лос-Анджелес, Калифорния, США. Мотивы более месяца оставались неизвестными, однако позже некоторые эксперты заявили, что основными мотивами самоубийства могли стать проблемы Берча с позвоночником после автомобильной аварии 1995 года, из-за которых он испытывал сильные боли и прихрамывал, в последние месяцы жизни  у него были длительная бессонница и проблемы с желудком. Предсмертной записки не было оставлено. Некоторые эксперты склоняются к тому, что, возможно, это был несчастный случай. У музыканта осталась жена Мишель и сын Джонатан.

## Выступления
- Mark and Brian (KLOS morning show Superstars)
- 1992 MTV Music Video Awards..Elton John
- 67th Academy Awards-1995..Elton John
- 1995 Brit Awards..Elton John
- 1995 A.P.L.A. Commitment To Life..All Artists
- Top of the Pops-1995..Elton John
- Conan O’Brian-1997..Elton John
- Jay Leno-1997..Elton John
- David Letterman-1995..Elton John
- Planet Hollywood (opening—Rodeo Drive-1995)..Elton John
- DreamWorks-Eldorado «The Lost City»
- Pat Leonard (producer for Rod Stewart, Bryan Adams, Madonna, Jewel)
- W.G. Snuffy Walden (guitarist, ABC TV music composer)
- 20th Century Fox-Scored series «King of the Hill». Episode «King of the Anthill»
- South Park «Chef Aid» Album, Producer, Rick Rubin (platinum)
- Played on the Biggest Selling Single of All time «Candle in the Wind 97»
- 1998 Nobel Peace Prize Awards (from Oslo, Norway)
- 1998 Top Grossing Tour of the Year «Elton John, Big Picture» $46.2 million
- 1999 VH1 Divas Concert (Live) played for Tina Turner, Cher, LeAnn Rimes, And Sir Elton John, available on CD, DVD, and VHS
- 2000 Nickelodeon «Road to Eldorado»
- 2000 VH1 «Road to Eldorado»
- 2000 42nd Annual Grammy Awards
- Jay Leno March 13, 2000..Elton John
- The Replacements..Warner Brothers…..writer and performer..(FONT 48)
- The Scorpion King..Universal Studios…Sound Track and CD Soundtrack
- ABC TV’s Spin City..performance on opening theme 2000 season
- Elton John’s One Night Only..CD(Universal)…TV special(CBS)..Live at MSG
- 2001 Top of the Pops 2..Elton John
- 2001 BBC 2 Radio Live Show..Elton John
- 2002 BBC Live at the Royal Opera House..Elton John
- 2002 Carousel of Hope..Elton John
- Elton John’s Greatest Hits 1970—2002..Elton John
- A&E Live By Request..Elton John
- Regis and Kelly 2002..Elton John
- Jay Leno 2002..Elton John
- Jay Leno 2003..Elton John
- David Letterman 2003..Elton John
- Yamaha Tribute To Elton John..Namm Arrowhead Pond 2003
- Pop Ideal Finals Show..Elton John-January 1, 2004
- NFL Kickoff 2004 Gillette Stadium..Elton John
- Royal Variety Performance 2004..Elton John
- Jools Holland Later November 2004..Elton John
- Jonathan Ross November 2004..Elton John
- David Letterman Feb 2005..Elton John
- Larry King Feb 2005..Elton John
- Jay Leno March 1, 2005..Elton John
- Live 8, Hyde Park, London July 2, 2005..Elton John
- Philadelphia Freedom Concert July 4, 2005..Elton John
- The Big Apple-Concert for Katrina, 2005..Elton John
- The Red Piano (NBC) 2005..Elton John
- Country Music Awards 2005..Elton John/Dolly Parton
- Fashion Rocks (CBS) 2006..Elton John
- ATT/Blue Room 2006..Elton John
- Parkinson (ITV) 2006..Elton John
- BBC 2 Concert Special 2006..Elton John
- Concert For Diana Wembley 2006..Elton John
- B.B.King 80 2005 48th Grammy Winner..B.B. King
- Juno Awards 2007..Best Contemporary Chistian Album….Brian Doerksen
- David Letterman 2011..Elton John and Leon Russell
- Gnomeo and Juliet 2011..Elton John..Disney..Movie Soundtrack and CD